# Skępe
Skępe è un comune urbano-rurale polacco del distretto di Lipno, nel voivodato della Cuiavia-Pomerania.
Ricopre una superficie di 179,23 km² e nel 2004 contava 7525 abitanti.